# 許石
許石（1919年9月24日—1980年8月2日），是二戰後的台灣作曲家，創作出許多台灣歌謠，《安平追想曲》、《鑼聲若響》、《南都之夜》為其代表作。1946年，許石自日本回台，逐步收集整理散落在各地方的台灣民謠與推廣鄉土音樂，其運用交響樂形式提升台灣民謠地位，並組織具有臺灣特色的合唱團巡迴演唱，開流行音樂風氣之先河。

## 生平

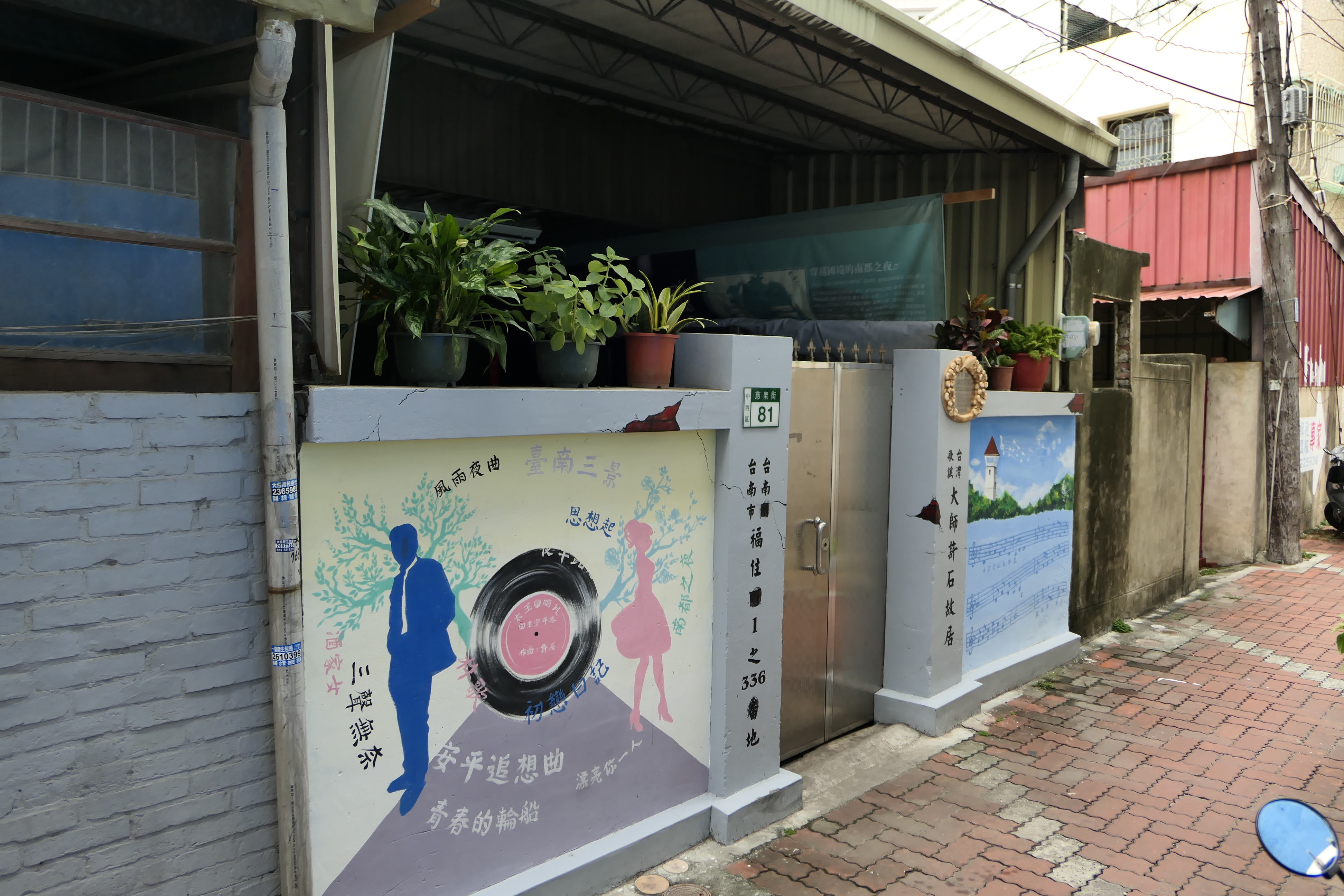
許石在臺南市中西區慈聖街的故居

1936年時，許石坐船赴東京的日本歌謠學院唸書，接受日本知名作曲家秋月、大村能章、吉田恭章教導，研習理論作曲、聲樂與演歌，而吳晉淮是同校出身的前輩。其求學的日子非常辛苦，平日送牛奶和報紙，寒暑假時就到北海道打工，一邊接受日本歌謠學院的音樂訓練。為了和日本內地同學並駕齊驅，許石常於凌晨進行馬拉松式慢跑，以鍛鍊體力、練習發聲；為了要練鋼琴，常練到手指僵硬，平日因為沒錢都在紙上練彈，必須存上約一個月的工資才能彈上一個小時。完成學業後，許石在當時日本的東京紅風車劇座和東賓歌舞團擔任專屬歌手，直到1946年，因母親病危才自日本返台。
1946年，許石首次環台巡演即發表《南都之夜》，隨後風靡全台。1947年便帶著還是高中生的文夏到恆春採集鄉土歌曲，紀錄由陳達演唱的傳統民謠如《思想起》等。此後每隔幾年，許石也會將所採集到的鄉土民謠重新編曲，並且央請當時社會上的文人雅士、知名作詞家如許丙丁、陳達儒等人，以補全台灣鄉土民謠。此外許石為了積極推廣和分享台灣鄉土民謡，亦曾舉辦大小十餘場的台灣鄉土音樂發表會。
1952年，許石成立了中國唱片公司，後更名為女王、大王、太王唱片公司，目的皆為推廣台灣鄉土民謠和歌謠，然而當時版權意識不高、盜版猖獗使得正規經營的唱片公司難以生存，也造成許石日後的經濟負擔。許石在三重市（今新北市三重區）河邊北街90號設製片廠，出版作品包括：《安平追想曲》、《港都夜雨》、《孤戀花》、《夜半路燈》，這些歌曲藉由許石的巡迴發表會、歌舞會而風行，之後便灌錄唱片。1959年起許石舉辦台灣鄉土民謠演唱會，陸續發表《思想起》、《六月茉莉》、《牛犁歌》、《鬧五更》、《卜卦調》、《丟丟銅仔》、《潮洲調》等歌曲，製作套裝唱片發行。
1980年8月2日，因心臟病病逝桃園縣林口長庚醫院，時年60歲。

### 代表作
《南都之夜》描寫男女情愛，最初原名為《新臺灣建設歌》，詞由薛光華所填，不過依當時習慣歌詞常是由作曲家與作詞家討論後所著。歌詞中「見如今米珠薪桂／生活竟難求」兩句，隱含音樂家對國民黨政府來台後物價騰漲的溫和批判。
《安平追想曲》是1950年（民國39年）由許石作曲與陳達儒作詞，奠立兩人在台灣歌謠界的創作地位。發表後被改編為同名廣播劇，由楊麗花主演。
另一首描寫台灣討海人的名曲《鑼聲若響》，據聞是在1955年（民國44年）作詞家林天到正聲廣播電台找朋友林禮涵（當時有名的作曲與編曲家），恰巧林不在而遇到許石。林天來便把歌詞給了許石，改請他譜曲。
《安平追想曲》、《鑼聲若響》二曲被認為是許石用音樂加深台灣歷史厚度的代表作。

### 個人與家庭
許石和作曲家楊三郎有親戚關係。許石學成歸國後，楊因賞識許，特將外甥女鄭淑華介紹給許石為妻。當年談戀愛時，許石常常在臺南火車站的路燈旁等她，而《夜半路燈》就是當時許石寫給鄭淑華的歌。許石育有八女一男，生活經濟壓力沉重，加上二戰後執政者大力推行華語教育，台語歌大量被禁唱，生活上益顯艱苦。許石長子許朝欽表示，父親從未告知子女曾加入政黨。但在整理遺物時卻發現父親的國民黨黨證，做子女的都很驚訝。許朝欽將父親的手稿、遺物贈予台南市政府，目前正在中研院台史所、國立台灣歷史博物館進行數位典藏與修復。
1969年，許石成立「許氏中國民謠合唱團」，訓練並帶領自己的女兒們在台灣、東南亞巡迴表演，也進軍日本歌壇，還曾經上過富士電視台發表台灣通俗的流行歌。

### 指導學生
許石曾在台南中學、台中高工、台北樹林中學教書。他隨著時代而在不同的地方教書，但大部分都是在台北大橋頭附近。較知名的學生有黃敏、鍾瑛、顏華、莉莉、劉福助、艷紅、高義泰、林楓、林秀珠、長青、楊麗花、李雅芳等。其中林秀珠並曾提及：歌舞團如何從家裡（現今捷運大橋頭站附近）出發，載著許石、許石太太、林秀珠、矮仔財、戽斗等一行十餘人，環島兩三個月巡迴演出。臨行時，林秀珠母親還不捨女兒傷心流淚。許石太太獨自包辦買菜吃飯事宜，常煮大鍋飯給全團人吃，十分辛苦。

## 採集民謠與編曲
許石曾到日本歌謠學院研習作曲、演唱，後因日籍老師表示「你該將台灣風土寫進歌謠」，他回台後積極採集、推廣台灣本土民謠，再從事創作，曾譜寫〈安平追想曲〉、〈鑼聲若響〉等歌曲。許石將大部分採集到的民謠重新編排，並邀請適合歌手，演唱、製成唱片，總計有39首，見下方列表。採集的台灣民謠範圍涵蓋臺灣日治時代的台灣民謡、宜蘭民謠、農家民謠、北部的民謠，都馬調、車鼓民謠、恆春民謠、客家民謠、山地民謠、枋寮民謠、月旦調等。。
台灣大學音樂學研究所兼任助理教授陳峙維表示：「學成返台後許石就展開全島探訪，記錄這塊土地上各個族群的歌曲，福佬、客家、原住民都是他的採集對象，這比許常惠與史惟亮發起的『民歌採集運動』早了近二十年。1964年，許、史兩位學者才要開始對全台的民俗音樂進行調查時，同年10月10日許石已在台北國際學舍舉行音樂會，發表作品《台灣鄉土交響曲》，這是他是從事鄉土音樂工作多年心血的結晶。全曲漢洋樂器合璧，他還特別使用了台灣特有的大廣弦和長頸月琴。」
成功大學台灣文學系教授呂興昌表示，許石對台灣音樂貢獻卓鉅，那時流行直接翻唱日本或外國歌曲，不然就是國語歌曲，但許石和他的姻親、音樂家楊三郎都始終堅持台灣本土創作。呂興昌指出，許石是最典型、最早的尋根作曲家，「他不僅錄音、採譜，更邀請戲劇學家呂訴上、文學家許丙丁等填詞，並灌錄唱片，復活台灣民謠！」現今《草螟弄鷄公》、《思想起》、《牛犁歌》、《卜卦調》等歌謠演唱，即都採許石當初於大王唱片時代所發行的版本，不僅如此，許石還將採集到的本土民謠編為《台灣鄉土交響曲》，這首漢洋合璧樂章的珍貴原譜，也在許石的遺物中發現，但因損害嚴重，仍待修復。
| 歌名       | 作詞者 | 採集自民謠                   | 演唱者         |
| ---------- | ------ | ---------------------------- | -------------- |
| 挽茶褒歌   | 呂訴上 | 北部茶山民謠                 | 顏華           |
| 病子歌     | 呂訴上 |                              | 王美惠         |
| 月月按     | 呂訴上 | 北部車鼓調民謠（十二月花胎） | 朱艷華         |
| 草螟弄鷄公 | 呂訴上 | 南部民謠                     | 廖美惠         |
| 五更鼓     | 呂訴上 | 古前烟花街民謠               | 廖美惠         |
| 想思       | 呂訴上 | 全省哭調仔集                 | 朱艷華         |
| 山地春歌   |        | 山地民謡                     | 朱艷華         |
| 月下歌舞   |        | 山地民謡                     | 朱艷華         |
| 思想起     | 許丙丁 | 恆春調                       |                |
| 丟丟咚     | 許丙丁 | 宜蘭民謠                     | 劉福助         |
| 潮州調     |        | 枋寮民謡                     |                |
| 杵歌       |        | 高山民謡                     | 朱艷華         |
| 卜卦調     | 許丙丁 | 南部民謠                     | 劉福助         |
| 牛犂歌     | 許丙丁 | 南部農家民謡                 | 朱艷華, 劉福助 |
| 鬧五更     | 許丙丁 | 月旦調                       | 顏華, 劉福助   |
| 客人調     |        | 客家民謠                     |                |
| 山地歌曲   |        | 山地民謡                     |                |
| 嘆烟花     | 周添旺 | 月妲歌                       | 顏華           |
| 短相思     | 鄭志峯 | 南管民謠                     | 顏華           |
| 台灣好風光 |        | 白字戲仔民謠                 | 顏華           |
| 女性的運命 | 許丙丁 | 台南運河調民謠               | 顏華           |
| 拋彩茶歌   | 許丙丁 | 南部車鼓民謠                 | 楊金花﹐陳美秀 |
| 六月田水   | 鄭志峯 | 農家民謠                     |                |
| 一隻鳥仔   | 鄭志峯 | 宜蘭民謠                     | 石錦秀         |
| 雨公公     | 鄭志峯 | 宜蘭民謠                     |                |
| 賣花歌     | 周添旺 | 北部民調                     | 顏華           |
| 農村快樂   | 鄭志峯 | 都馬民謠                     |                |
| 花開處處紅 | 鄭志峯 | 車鼓民謠                     | 顏華           |
| 豐收舞曲   |        | 烏來山地民謡                 | 朱艷華         |
| 山地姑娘   |        | 烏來山地民謡                 | 朱艷華         |
| 採茶歌     |        |                              | 張美雲         |
| 檳榔村之戀 |        | 山地民謡                     | 許瓊華         |
| 耕農歌     |        |                              | 顏華, 葉子興   |
| 田庄調     |        |                              | 顏華           |
| 牛尾調     | 許丙丁 | 南部民謠                     | 顏華,陳清相    |
| 海口調     | 鄭志峯 |                              | 曾鵬烈         |
| 車鼓調     | 鄭志峯 |                              | 顏華           |
| 對花       |        |                              | 廖美惠         |
| 哭調仔     |        |                              | 廖美惠         |

## 已發表作品
許石在1959年、1969年、1979年的10、20、30週年的作品發表會與作曲集第一冊中，列出61首創作，未發表的散譜手稿有近40首。
曾被楊三郎欽定為多首作品演唱人的紀露霞憶述，許石跟楊三郎的音樂，每段樂章及歌詞都如電影般具有畫面。紀露霞舉許石〈安平追想曲〉為例：「以前的作曲／詞家不似現今，3段旋律都會搭配不同歌詞，音樂與詞意相互搭配下，宛若從耳膜仔細『欣賞』一齣影片」，她說許石發表〈安平追想曲〉一曲後不久，電影界即將該曲改編為電影，由楊麗花主演。紀露霞還記得她幫《鑼聲若響》的大王唱片錄唱片時，就是在戲院裡錄音。
正修科技大學通識中心講師蔡添進曾探究《南都之夜》傳唱及旋律來源，他提到：「2008年台灣最熱門的電影《海角七號》裡，茂伯第一次參加樂團時，開口唱出了『我愛我的妹妹啊』，這首由許石作曲、鄭志峰作詞的歌曲《南都之夜》，被稱為是『台灣光復以後第一首最流行的歌曲』，此歌有時又被冠上〈台灣小調〉的歌名。在不同時代、不同地區被填上各種歌詞來傳唱，而其旋律來源又被認為來自日本歌曲。」
| 曲名             | 作詞   | 作曲 |  | 曲名                 | 作詞   | 作曲 |
| ---------------- | ------ | ---- |  | -------------------- | ------ | ---- |
| 春風歌           | 周添旺 | 許石 |  | 純情阮彼時           | 那卡諾 | 許石 |
| 好春宵           | 周添旺 | 許石 |  | 新酒家女             | 鄭志峰 | 許石 |
| 青春街           | 周添旺 | 許石 |  | 南都之夜             | 鄭志峰 | 許石 |
| 觀月同樂曲       | 周添旺 | 許石 |  | 半夜寫情書           | 鄭志峰 | 許石 |
| 寶島陽春         | 周添旺 | 許石 |  | 日月潭悲歌           | 鄭志峰 | 許石 |
| 夜半路燈         | 周添旺 | 許石 |  | 酒家女               | 鄭志峰 | 許石 |
| 月臺送君曲       | 周添旺 | 許石 |  | 戀愛道中             | 鄭志峰 | 許石 |
| 風雨夜曲         | 周添旺 | 許石 |  | 回來安平港           | 鄭志峰 | 許石 |
| 搖子歌           | 周添旺 | 許石 |  | 我愛台灣             | 鄭志峰 | 許石 |
| 臨海青春曲       | 周添旺 | 許石 |  | 烏來追想曲           | 鄭志峰 | 許石 |
| 純情月夜曲       | 周添旺 | 許石 |  | 秋夜嘆               | 鄭志峰 | 許石 |
| 初戀日記         | 周添旺 | 許石 |  | 學甲情調             | 鄭志峰 | 許石 |
| 港都青春曲       | 周添旺 | 許石 |  | 我愛龍船歌           | 鄭志峰 | 許石 |
| 青春望           | 張輝聰 | 許石 |  | 可愛的山地姑娘       | 鄭志峰 | 許石 |
| 台灣好地方       | 朝欽   | 許石 |  | 我們是世界少年棒球王 | 鐸音   | 許石 |
| 鑼聲若響         | 林天來 | 許石 |  | 自由中國壯士入營歌   | 陳達儒 | 許石 |
| 延平北路的美小姐 | 林天來 | 許石 |  | 李三娘               | 陳達儒 | 許石 |
| 籠中鳥           | 林峰明 | 許石 |  | 純情的男子           | 陳達儒 | 許石 |
| 美麗寶島         | 林峰明 | 許石 |  | 餅店的小姐           | 陳達儒 | 許石 |
| 思念故鄉的妹妹   | 林峰明 | 許石 |  | 農村曲               | 陳達儒 | 許石 |
| 春宵小夜曲       | 林峰明 | 許石 |  | 淡水河邊曲           | 陳達儒 | 許石 |
| 黃昏時的公園     | 楊明德 | 許石 |  | 果子姑娘             | 陳達儒 | 許石 |
| 噫﹗黃昏時       | 楊明德 | 許石 |  | 南國青春譜           | 陳達儒 | 許石 |
| 薄命花           | 楊明德 | 許石 |  | 熱戀                 | 陳達儒 | 許石 |
| 終歸我勝利       | 許丙丁 | 許石 |  | 行船人               | 陳達儒 | 許石 |
| 去後思           | 許丙丁 | 許石 |  | 鳳凰花落時           | 陳達儒 | 許石 |
| 青春的輪船       | 許丙丁 | 許石 |  | 女性的復仇           | 陳達儒 | 許石 |
| 南都三景         | 許丙丁 | 許石 |  | 安平追想曲           | 陳達儒 | 許石 |
| 漂亮你一人       | 許丙丁 | 許石 |  | 牡丹望春風           | 陳達儒 | 許石 |
| 管仔埔阿娘       | 許丙丁 | 許石 |  | 三聲無奈             | 陳達儒 | 許石 |
| 到底什麼號做真情 | 那卡諾 | 許石 |  |                      |        |      |

## 懷舊音樂會
1991年，因參與楊三郎紀念音樂會演唱，上揚唱片透過紀利男與紀露霞接洽錄製台語老歌的唱片計劃。且因紀利男對音樂非常有興趣，紀露霞便介紹紀利男隨楊三郎學小喇叭，紀露霞透過紀利男牽線，就答應為上揚唱片錄製唱片。
2015年5月29日，為了回溫當時許石與楊三郎一同合唱的登場畫面，台北市立交響樂團首度舉辦純台語音樂會，並邀請紀露霞、劉福助、林秀珠及李靜美演出，追溯50年代經典台語作品。劉福助10多歲就跟著許石學習唱歌，他想到恩師逝世35年，劉感慨表示：「應該很早之前就要舉辦了，時間隔了那麼久，實在感觸良多。」。

## 腳註

### 影片
1. ↑  YouTube上的錄下當時許石親自開唱《安平追想曲》，發布時間：2013年4月14日，引用時間：2015年8月29日。
2. ↑  YouTube上的南都之夜之台語歌曲，發布時間：2011年11月13日，引用時間：2015年8月29日。

### 文獻來源
1. ↑  石計生. . 後石器時代 The Postoner Era. 2014-09-09  [2015-09-02]. （原始内容存档于2017-04-20） （中文（臺灣））. 一個偶然網路上找尋東京日本歌謠學院的機緣，認識了臺灣著名流行音樂家許石的兒子許朝欽先生，從此打開了臺灣歌謠界的一個禁土：許石的音樂保存與研究。……這天許先生從美國歸來台北，為了照顧母親並與我約見在大直。許石夫人鄭淑華（生於1928年），是臺灣歌謠著名作曲家楊三郎的外甥女，對於許石與楊三郎的事情知之甚詳，但因小中風臥病，遂先與其子女會面先聊。我直接就問了：為何過去歌謠界都說許石的音樂不能碰，因為會被告？許朝欽先生說：因為家母的關係，她深愛我父親，所以不願意他人隨意使用父親的音樂，所以有這樣的事情。但是，母親已經年邁，終於也想通，希望能夠有人好好保存與研究父親的音樂。……
2. 1 2 3  楊媛婷. . 自由時報. 2015-05-27  [2015-09-01]. （原始内容存档于2019-04-21） （中文（臺灣））.
3. 1 2  陽昕翰; 許朝欽. . 自由時報. 2015-08-28  [2015-09-02]. （原始内容存档于2018-11-27） （中文（臺灣））.
4. ↑  徐玫玲﹐2014﹐《解析臺語流行歌曲：鄉愁、翻轉與逆襲》﹐東和音樂出版社﹐第180-181頁。
5. ↑  石計生﹐2015﹐《漂亮你一人：戰後台灣歌謠先驅者許石研究》﹐「台灣流行歌謠─與日本、中國的時代交織」國際學術研討會，日本名古屋大學，2015年7月18日。
6. 1 2  葉添進 2009，第2頁.
7. ↑  石計生. . 中華民國文化部. 2015-03-06  [2015-09-02] （中文（臺灣））. 位於東京的「日本歌謠學院」，是1930-60年間影響臺灣歌謠甚鉅的民間歌手與音樂養成學校，學制分為「就學組」與「函授教育組」。臺灣曾經負笈前往留學的「就學組」包括許石與吳晉淮、而接受過「函授教育」的有郭一男等，均是臺南人。本演講將以臺灣歌謠戰後先驅作曲家許石和民間歌仔本印製家、亞洲唱片吉他手郭一男為起點，及吳晉淮、紀露霞、洪一峰和文夏等歌壇巨星的歌曲，探究近百年來臺灣歌謠之路。……
8. ↑  石計生. . 台灣: 台灣文學館通訊 第47期. 2015年6月: 63  [2015-09-03]. （原始内容存档于2016-10-22） （中文（臺灣））. 那時歌謠學院位於東京市麹町區九段二丁目二番地九段ビル內，在今天的千代田區。
9. ↑  葉添進 2009，第4–5頁.
10. ↑  葉添進 2009，第2–3頁.
11. 1 2  葉添進 2009，第3頁.
12. 1 2 3 4   (PDF). 三重區公所. 2009-06-29  [2015-09-02]. （原始内容 (PDF)存档于2015-09-24） （中文（臺灣））. 許石是五十年代起台語歌曲唱片業的萌芽者，初成立唱片廠時，資金自己籌措，許石並是戰後初期崛起的流行歌明星，曾培養很多基本歌手【附註另兩位唱片廠老板是陳秋霖與汪思明】。
13. 1 2 3 4 5  楊媛婷. . 自由時報. 2016-05-02  [2016-06-11]. （原始内容存档于2018-12-11） （中文（臺灣））.
14. ↑  顏羽函. . 新網.   [2015-09-02] （中文（臺灣））. 有趣的是，許石和楊三郎其實有親戚關係，許石學成歸國後，楊三郎賞識這位才氣縱橫的同輩人，特別將外甥女介紹給許石為妻，也成為一段佳話。
15. ↑  民視新聞. . 民視. 2015-05-31  [2015-09-02]. （原始内容存档于2016-03-09） （中文（臺灣））. 歌聲裡頭，藏不住的情感，許石高齡90歲的夫人鄭淑華，在台下頻頻流淚，一旁的8個兒女，想起當年談戀愛時，許石常常在臺南火車站的路燈旁，等著她，雖然往事已經如煙，但這首為她寫的歌，穿越時空，帶她回到往日時光。
16. ↑  楊媛婷. . 自由時報. 2016-05-03  [2016-06-11]. （原始内容存档于2018-12-11） （中文（臺灣））.
17. 1 2  陳峙維. . 蘋果日報. 2015-08-29  [2015-09-03]. （原始内容存档于2015-09-01） （中文（臺灣））.
18. ↑  . 微微笑廣播網.   [2015-09-02]. （原始内容存档于2019-09-28） （中文（臺灣））. 許石老師生了五個千金，他訓練栽培女兒成立了許氏姊妹合唱團，除了在國內巡迴表演之外，也進軍日本歌壇，曾經上了日本富士電視台，發表台灣通俗的流行歌來宣揚台灣，可以說做好了國民外交。
19. ↑   鄭恆隆‧郭麗娟. . 台灣: 玉山社出版有限公司. 2002: 142. ISBN 957824679X （中文）.
20. ↑  徐玫玲. . 民報. 2015-05-27  [2015-09-01]. （原始内容存档于2016-10-22） （中文（臺灣））. 許石的學生劉福助與林秀珠，從年少時即受到許石的栽培，應是知許石最深的學生。劉福助承繼許石對於臺灣民歌的執著，音樂會中除演唱〈安平追想曲〉與〈初戀日記〉外，尚有〈風雨夜曲〉，雖知名度不及前者，但曲風優雅，大量的附點音符好似燈影輝映著如愛情惆悵般的微弱光影，別具韻味，是筆者最喜愛的歌曲。以演唱〈三聲無奈〉出名的林秀珠，也將以此原調重現許石當初以〈思情怨〉之名、運用【臺東調】為基礎所譜寫的類民歌佳作。
21. ↑  陽昕翰. . 自由時報. 2015-05-30  [2015-09-02]. （原始内容存档于2018-11-28） （中文（臺灣））.
22. ↑  石計生. . 中央日報網路報. 2011-08-02  [2015-09-01]. （原始内容存档于2015-09-23） （中文（臺灣））.
23. ↑  （繁體中文） 戰後台語紅歌星紀露霞 （页面存档备份，存于）
24. ↑  蔡添進.  (PDF). 高雄市: 高雄文化研究 2009 年年刊. 2009年8月: 1–52  [2015-09-03]. （原始内容 (PDF)存档于2015-12-23） （中文（臺灣））. 因研究蕭泰然的〈1947 序曲〉時，在所參看的兩本碩士論文中，陳宏略提到「〈我愛台灣〉是許石的創作歌謠」，而莊婉琪在之後的論文中提到同一首歌時，又說成此曲是「〈南都之夜〉為許石的作品，後來此曲重新填詞，易名為〈台灣小調〉」。同一首歌，卻有〈我愛台灣〉〈南都之夜〉〈台灣小調〉三種歌名，引發了研究動機，想對此歌曲有完整的認識。而在資料找尋中，又發現在網路上有一些說法，「這首閩南歌曲的來源有兩個說法，有一說是許石留學日本時聽到一首日本歌〈蘋果之歌〉而改編，也有說是他看過歌仔戲後，學起此首曲調再加以改編」。以上這些對此歌曲的說法，不禁讓人對歌名及此歌曲之來源產生好奇，而有此次之研究。
25. ↑  吳冠瑾. . 中時電子報. 2014-12-22  [2015-09-02]. （原始内容存档于2018-10-09） （中文（臺灣））.
26. ↑  郭麗娟. . 新台灣新聞週刊. 2002-11-08  [2015-09-02] （中文（臺灣））.[永久]
27. ↑  臺北市立交響樂團. . 中華民國文化部. 2015-05-06  [2015-09-02] （中文（臺灣））. 許石與楊三郎之經典台灣老歌再現。
28. ↑  . 兩廳院售票.   [2015-09-03]. （原始内容存档于2015-05-08） （中文（臺灣））. Taiwanese Folk Songs by Shih Hsu & San-Lang Yang

### 新聞或一般網站
1. 1 2  . 台灣民報新聞網. 2015年5月27日  [2015年8月29日]. ISBN 978-9-869-18790-9. （原始内容存档于2016年10月22日）.
2. ↑  .   [2015-08-29]. （原始内容存档于2020-11-05）.
3. ↑  .   [2015-08-28]. （原始内容存档于2016-10-22）.
4. ↑  .   [2015-08-29]. （原始内容存档于2020-11-05）.
5. ↑  .   [2015-08-29]. （原始内容存档于2015-05-23）.
6. ↑  . 社團法人台灣音樂著作權人聯合總會MCAT.   [2015年8月29日].[永久]
7. ↑  .   [2015-08-29]. （原始内容存档于2020-04-10）.
8. ↑  . 自由時報新聞網. 2015年5月29日  [2015年8月29日]. （原始内容存档于2018年12月12日）.